# Mariental
Mariental es una ciudad en Namibia central, que está en la ruta B1 y el Ferrocarril Tran-Namib de Windoek a Keetmanshoop. Es la capital administrativa de la Región Hardap en una zona que ha sido tiempo atrás un centro del pueblo Nama. Está cerca del embalse Represa Hardap, el lago más grande en la nación.

## Historia
La ciudad fue llamada así por María, la esposa del primer poblador colonial del área, Herman Brandt.
El Río Fish que fluye en dirección sur por delante de la ciudad ha causado una severa inundación en el lado occidental de la ciudad. Después de una lluvia persistente durante febrero de 2006, las compuertas de la Represa Hardap tuvieron que ser abiertas y la severa inundación ocurrió durante el fin de semana del 25-26 de febrero de 2006.
Inundaciones anteriores habían sido registradas en 1923 y 1934.
Desde la construcción de la Represa Hardap en 1962 han ocurrido también inundaciones en 1972, y 2000.

## Economía
Debido a la baja precipitación anual en el área, la ganadería de caza así como ovejas y de avestruz son muy populares en la región. Un matadero de avestruz ha sido establecido en Mariental para tratar la carne para su exportación alrededor del mundo. Los cítricos, que crecen irrigados por el agua del embalse, también se han convertido en un producto principal.